# Velika Loka, Trebnje
Velika Loka este o localitate din comuna Trebnje, Slovenia, cu o populație de 245 de locuitori.